# Bhachau
Bhachau là một thành phố và khu đô thị của quận Kachchh thuộc bang Gujarat, Ấn Độ.

## Địa lý
Bhachau có vị trí 23°17′B 70°21′Đ / 23,28°B 70,35°Đ Nó có độ cao trung bình là 41 mét (134 foot).